# Tenis de masă la Jocurile Olimpice de vară din 2020
Probele sportive de tenis de masă la Jocurile Olimpice de vară din 2020 s-au desfășurat în perioada 24 iulie–6 august 2021 la Tokyo, Japonia.

## Tabel medalii

### Clasament țări
| Loc   | Țară            | Aur | Argint | Bronz | Total |
| ----- | --------------- | --- | ------ | ----- | ----- |
| 1     | China (CHN)     | 4   | 3      | 0     | 7     |
| 2     | Japonia (JPN)   | 1   | 1      | 2     | 4     |
| 3     | Germania (GER)  | 0   | 1      | 1     | 2     |
| 4     | Taipeiul Chinez | 0   | 0      | 1     | 1     |
| 4     | Hong Kong       | 0   | 0      | 1     | 1     |
| Total | Total           | 5   | 5      | 5     | 15    |

### Rezultate
| Probă                   | Aur                                          | Argint                                                        | Bronz                                                  |
| Simplu masculin detalii | Ma Long · China (CHN)                        | Fan Zhendong · China (CHN)                                    | Dimitrij Ovtcharov · Germania (GER)                    |
| Simplu feminin detalii  | Chen Meng · China (CHN)                      | Sun Yingsha · China (CHN)                                     | Mima Ito · Japonia (JPN)                               |
| Echipe masculin detalii | China · Fan Zhendong · Ma Long · Xu Xin      | Germania · Dimitrij Ovtcharov · Patrick Franziska · Timo Boll | Japonia · Jun Mizutani · Koki Niwa · Tomokazu Harimoto |
| Echipe feminin detalii  | China · Chen Meng · Sun Yingsha · Wang Manyu | Japonia · Mima Ito · Kasumi Ishikawa · Miu Hirano             | Hong Kong · Doo Hoi Kem · Lee Ho Ching · Minnie Soo    |
| Dublu mixt detalii      | Japonia · Jun Mizutani · Mima Ito            | China · Xu Xin · Liu Shiwen                                   | Taipeiul Chinez · Lin Yun-ju · Cheng I-ching           |